# Castillo de Aviñonet
El Castillo de Aviñonet es un monumento del municipio de Avinyonet de Puigventós de la comarca catalana del Alto Ampurdán en la provincia de Gerona declarado bien cultural de interés nacional. Está documentado desde el año 1090.

## Historia
La documentación más antigua encontrada relativa al castillo de Aviñonet es del siglo XI, en concreto del 1090, en el que aparece mencionado Berenguer de Aviñón. Hay también documentación de los siglos XII y XIII. El año 1234 el castillo pasó por donación a la orden de la Merced, y poco más tarde a la orden del Hospital, que en 1257 lo hizo centro comandatario del Hospital documentado hasta el 1804. Los restos conservados responden a diversas etapas constructivas: seguramente los vestigios más antiguos son los paramentos situados en el lado de poniente del templo parroquial, datables en los siglos X-XI. El edificio de planta cuadrangular situado cerca del muro del sur de la iglesia conserva una parte de la construcción que seguramente corresponde a los siglos XII-XIII, y el muro donde se encuentra el portal adovelado puede ser datado en época posterior, probablemente dentro de los siglos XV-XVI.

## Descripción
Los vestigios que restan del Castillo de Aviñonet se encuentran situados en la parte del sur de la iglesia parroquial. El edificio más notable que ha llegado de pie en nuestros días, es de planta cuadrangular y ha sido restaurado en diferentes lugares, ya que aún se encuentra habitado. Entre esta construcción y el muro meridional de la iglesia, hay un lienzo donde se abre un gran portal de arco de medio punto adovelado, que seguramente corresponde a la entrada principal a la fortaleza. Este portal da lugar a un recinto limitado al oeste por restos de fortificación, al sur y al este por el edificio del castillo mencionado y al norte por la iglesia.
El edificio principal del castillo en su fachada de levante posee restos de talud, donde se han practicado aberturas modernamente. Otros restos se encuentran al sur y al borde de la fachada románica de la iglesia. Se trata de vestigios del recinto amurallado que enlazaban con los que se localizan en diferentes puntos del casco antiguo de la población. Lo más notable es una torre de planta cuadrangular de la que queda la mitad inferior y un muro que se añade.
Los restos que tiene hoy el castillo de Aviñonet presentan elementos que pertenecen a diferentes etapas constructivas. Se cree que los elementos más antiguos corresponden a la torre cuadrada y muro adjunto.